# Rising Sun Tour
Rising Sun Tour byla série koncertů americké rockové skupiny Kiss. Tour se skládalo ze čtyř koncertů v Japonsku a tří v USA. První Americký koncert se odehrál v rámci ocenění skupiny na VH1 Rock Honor v Las Vegas.

## Seznam písní
1. Detroit Rock City
2. "Makin' Love"
3. "Watchin' You"
4. "King Of The Night Time World"
5. "Deuce"
6. Christine Sixteen
7. "Firehouse"
8. "Got to Choose"
9. Strutter
10. Lick It Up
11. I Love It Loud
12. Love Gun
13. God of Thunder
14. "Do You Love Me?"
15. Shout It Out Loud
16. I Was Made for Lovin' You
17. "Black Diamond"
18. Let Me Go, Rock 'n' Roll

Přídavky
1. God Gave Rock 'N' Roll to You II
2. Rock and Roll All Nite

Další písně hrané během tour: Kissin' Time, Heaven's on Fire, "Love Her All I Can", Shock Me, "She", "Parasite", Hotter Than Hell, "Take Me" a "100 000 Years".

## Turné v datech
| Datum           | Město      | Stát                   | Místo konání               | Návštěvnost |
| --------------- | ---------- | ---------------------- | -------------------------- | ----------- |
| 25. května 2006 | Las Vegas  | Spojené státy americké | VH1 Rock Honors            | 15,000      |
| 18. června 2006 | Nagoya     | Japonsko               | Nagoya / Rainbow Hall      | 8,000       |
| 20. června 2006 | Fukuoka    | Japonsko               | Kokusai Center             | 6,000       |
| 22. června 2006 | Osaka      | Japonsko               | Izumiotsu Phoenix Speedway | 35,000      |
| 23. června 2006 | Shizuoka   | Japonsko               | Fuji Speedway              | 40,000      |
| 26. června 2006 | Santa Ynez | Spojené státy americké | Chumash Casino             | 2,000       |
| 28. června 2006 | Santa Ynez | Spojené státy americké | Chumash Casino             | 2,000       |